# ملال‌لی
ملال‌لی (ترکی آذربایجانی: Milallı) یک منطقهٔ مسکونی در جمهوری آرتساخ است که در استان کاشاتاق واقع شده‌است.